# 新城街道 (石河子市)
新城街道，是中华人民共和国新疆维吾尔自治区石河子市下属的一个街道，位于市区西南部。

## 建制沿革
- 1981年，置新城街道。

## 行政区划
新城街道下辖以下地区：
七小区社区、十四小区社区、十六小区社区、十七小区社区、工二三小区社区、八小区社区、九小区社区、十五小区社区和南山社区。